# René Ravaud
Pour les articles homonymes, voir Ravaud.
René Ravaud, né le 11 avril 1920 à Paris et mort le 1er novembre 1986 à Saint-Germain-en-Laye,,, est un ingénieur aéronautique français. Il est président de la SNECMA de 1971 à 1982.
Il est l'acteur principal du rapprochement entre SNECMA et General Electric dans les années 1970-1975. C'est lui en particulier qui signe, le 24 janvier 1974, l’accord définitif régissant le projet de société commune, nommée CFM International.

## Biographie
René Ravaud est né à Paris, le 11 avril 1920. 
Il perd son bras droit dans le bombardement allié de Brest, le 25 août 1944, lors de la reprise des installations portuaires aux allemands. Cette blessure lui vaut la Croix de guerre et la Légion d'honneur. 
Ingénieur de l'armement, de 1846 à 1951, il travaille pour l'Aéronavale à Mourillon et à  Cuers Pierrefeux pour le porte-avion Arromanches. De 1951 à 1956, il est affecté à l'ambassade de France aux États-Unis. Remarqué par les nouveaux responsables de la Ve République, de 1961 à 1965, il devient l'un des directeurs de la nouvelle délégation ministérielle pour l'armement, en tant que directeur du département plan en développement, où il poursuit des idées et des actions originales.
Souhaitée par le général De Gaulle, il participe à la renaissance d'une industrie française des moteurs d'avion. En janvier 1971, alors qu'il est directeur des programmes et des affaires industrielles pour le ministère de la Défense depuis 1965, sur proposition de Michel Debré, ministre d'État chargé de la défense nationale, sous la présidence de Georges Pompidou, il remplace Jacques-Edouard Lamy à la présidence de SNECMA.  Il est alors connu pour sa modernité des méthodes de gestion, alliance à contre-courant avec un partenaire américain dans le but d'acquérir une dimension mondiale. En particulier, il est l'acteur majeur des accords conclus avec Général Electric, qui aboutisse en 1974 à la constitution de CFM International.
Il reste à la direction de la SNECMA, jusqu'en 1982. Il est remplacé par Jacques Bénichou, président-directeur général de la société Messier-Hispano-Bugatti, filiale de SNECMA, sur la proposition du ministre de la défense, Charles Hernu, sous la présidence de François Mitterrand.
Sous sa direction, le chiffre d'affaires de la SNECMA passe en une décennie, de 1 377 millions de francs (valeur 1971), dont 28,4 % à l'exportation, à 3 485 millions de francs (valeur 1980), dont 51,3 % à l'exportation.
Il décède à 66 ans, en 1986, à Saint-Germain-en-Laye.

## Hommages

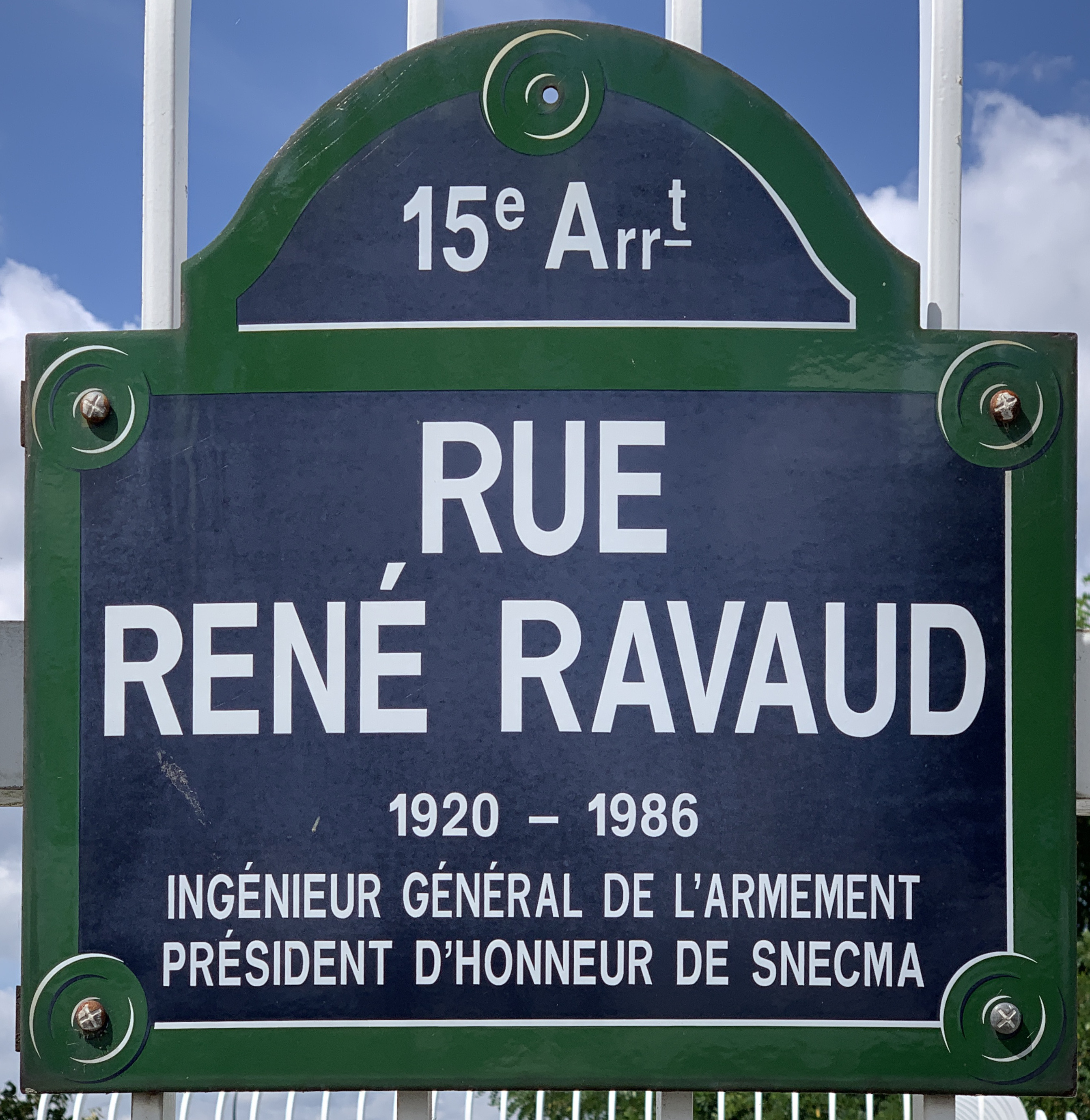
Plaque Rue René Ravaud - Paris XV

- Plaque Rue René Ravaud - Paris XVIl existe une rue René Ravaud dans le 15e arrondissement de Paris. Elle se trouve à proximité du siège social de SAFRAN (2 Bd du Général Martial Valin, 75015 Paris), en face du siège de la société France Télévisions[4].
- Le rond-point, à l'entrée du site industriel de Safran Aircraft Engine, à Réau, en Seine-et-Marne (77550), porte son nom[11].

#### Livres
- Bernard Marck, Dictionnaire universel de l'aviation, Paris, Tallandier, 2005, 1129 p. (ISBN 2-84734-060-2), p. 870-871.
- Félix Torres, René Ravaud, Une vie pour l’industrie : Un grand industriel de l’aéronautique française de la deuxième moitié du XXe siècle, Éditions First, 2020, 228 p. (ISBN 978-2-412-05771-1).

#### Périodiques
- Alexis Rocher, « Ce jour-là... 29 mars 1979, United choisit le turboréacteur CFM56. Feu vert de Neil Armstrong », Le Fana de l'Aviation, no 592,‎ mars 2019, p. 74-79.
- Jean-Paul Béchat (62) et Pierre Alesi, « Snecma motoriste civil », La Jaune et la Rouge. Revue de l’Association des anciens élèves et diplômés de l’Ecole Polytechnique, no 607,‎ septembre 2005 (lire en ligne).